# Oezdemirus alternans
Oezdemirus alternans là một loài tò vò trong họ Ichneumonidae.